# جان مایکل لوه
جان مایکل لوه (انگلیسی: John M. Loh؛ زادهٔ ۱۴ مارس ۱۹۳۸) ژنرال بازنشسه نیروی هوایی ایالات متحده آمریکا است، که در فاصله سال‌های ۱۹۹۰ تا ۱۹۹۱ به‌عنوان بیست و چهارمین جانشین رئیس ستاد نیروی هوایی فعالیت می‌کرد و از سپتامبر تا دسامبر ۱۹۹۰ سرپرست رئیس ستاد نیروی هوایی بود.
لوه فعالیت نظامی را از سال ۱۹۶۰ در نیروی هوایی آمریکا آغاز کرد، از ۱۹۹۱ تا ۱۹۹۲ فرماندهی هوایی تاکتیکی بود و از ۱۹۹۲ تا ۱۹۹۵ فرماندهی نبرد هوایی را برعهده داشت. وی در جنگ ویتنام حضور داشت و در سال ۱۹۹۵ پس از ۳۵ سال خدمت از نیروهای مسلح آمریکا بازنشسته شد. پسر او؛ سپهبد مایکل آنتونی لوه نیز از ژنرال‌های بازنشسته نیروی هوایی آمریکا است.